# Flaçà
Flaçà este o localitate în Spania în comunitatea Catalonia în provincia Girona. În 2005 avea o populație de 385 locuitori. Flaçà ai o gară de tren.

Municipiu din Flaçà

1. ↑  Nomenclátor Geográfico de Municipios y Entidades de Población (20240402 edition)
2. 1 2   http://www.idescat.cat/pub/?id=aec&n=925&t=2016 Lipsește sau este vid: |title= (ajutor)